# Harrie Meyers
Pour les articles homonymes, voir Meyers et Meijer.

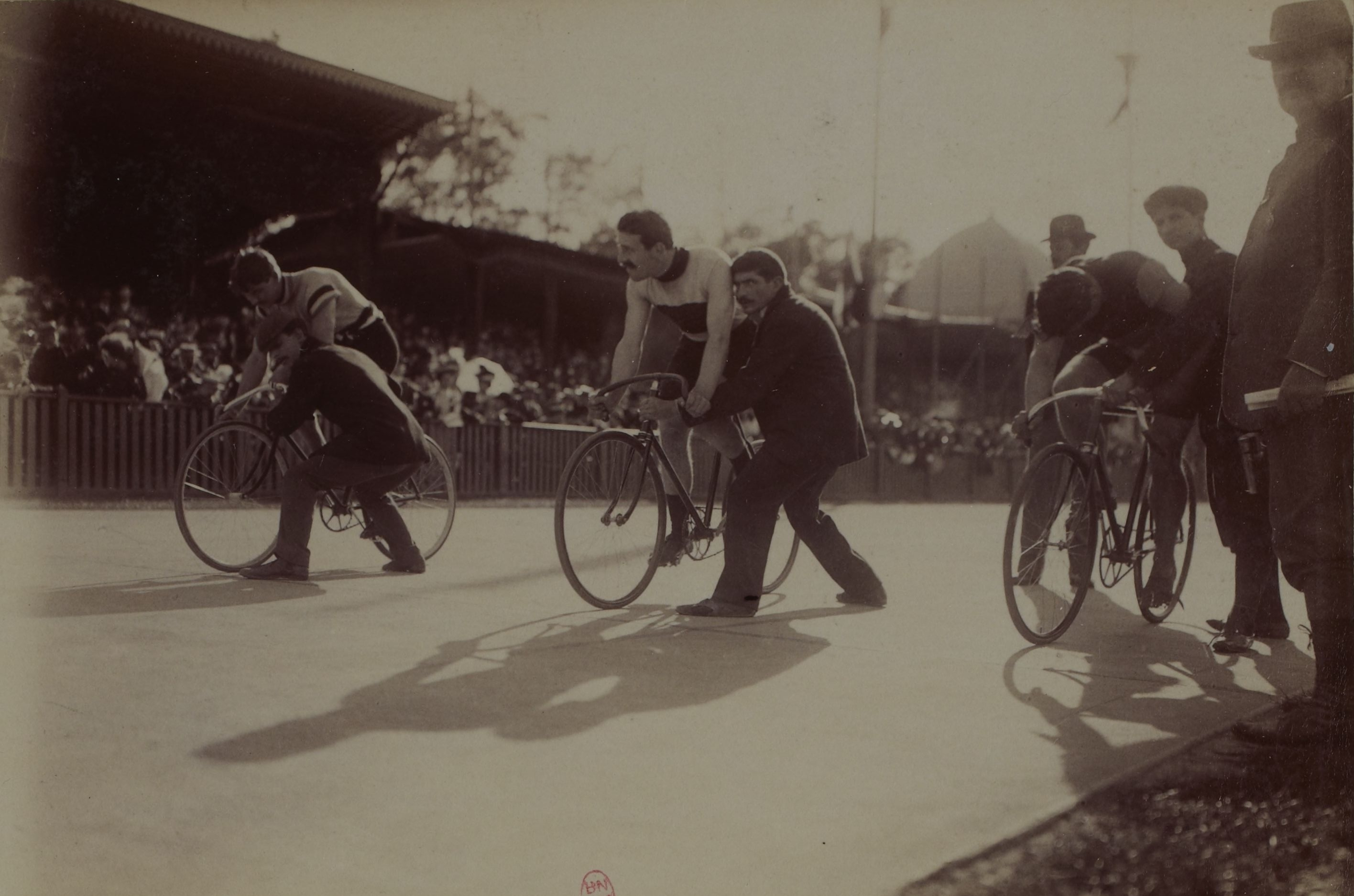
Finale du Grand Prix de l'Exposition, Vincennes, 9 et 11 septembre 1900, de g. à dr., Tom Cooper, Harrie Meyers et Edmond Jacquelin

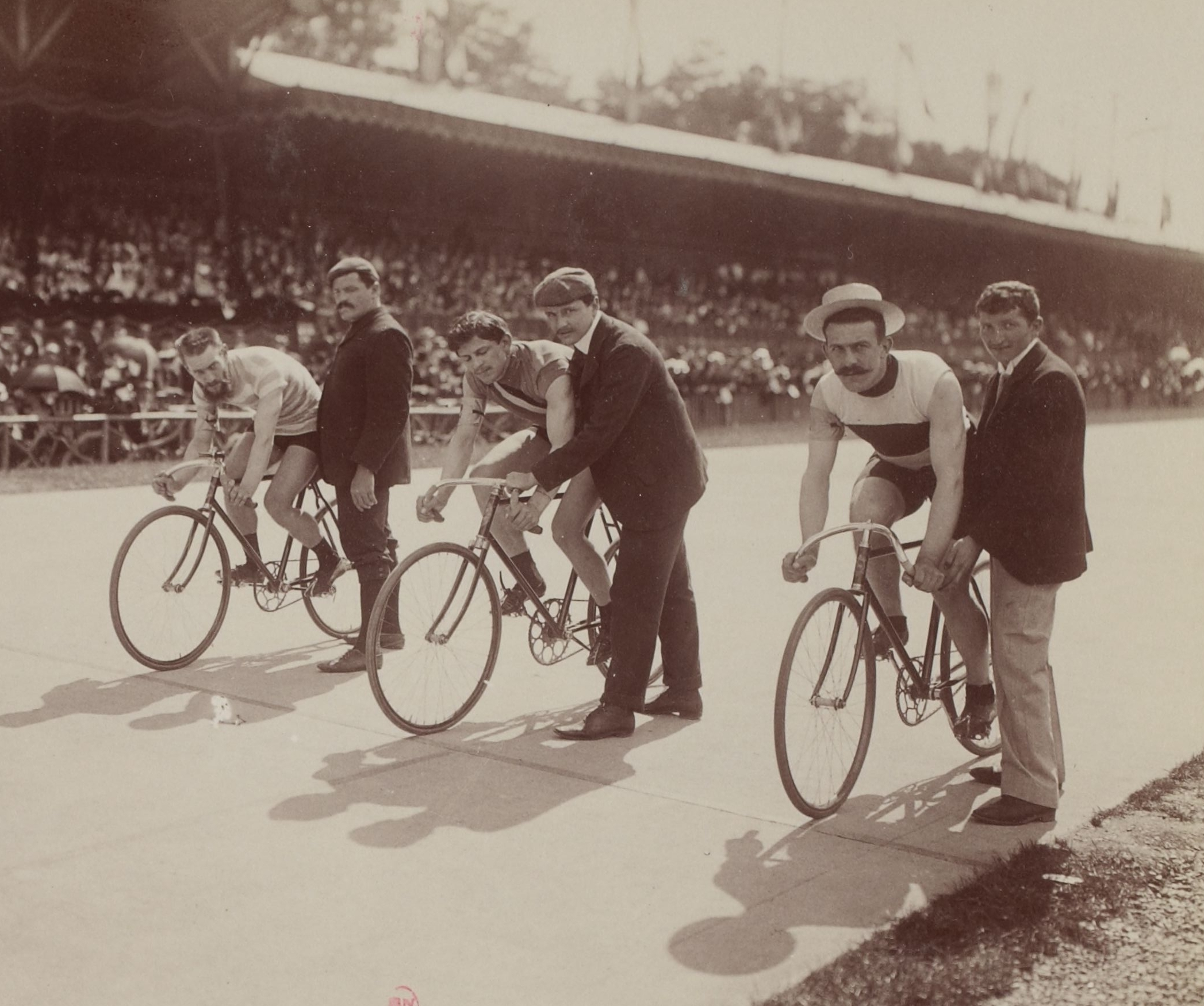
Grand Prix de Paris, 29 juin 1902; de g. à dr.Alphonse Didier-Nauts, Willy Arend, et Harrie Meyers

Harie "Harry" Meijers, né le 5 décembre 1879 à Maastricht et mort le 14 avril 1928 à Maastricht, est un coureur cycliste néerlandais

## Biographie
Harrie Meyers est le fils d'un riche commerçant de café ou d'un brasseur de Maastricht selon les sources. Son ami est le futur écrivain Alphonse Olterdissen qui deviendra son plus fidèle supporter. 
En 1895, à l'âge de seize ans, Harrie fait un essai sur le tout nouveau vélodrome en béton d'Amby. Il remporte le Grand Prix d'Amsterdam en 1894, 1898 et 1899. À l'âge de dix-sept ans, il devient professionnel et se spécialise dans la vitesse. En 1897, il devient champion des Pays-Bas pour la première fois dans cette discipline.
Harrie Meyers participe à des courses de six jours et s'avère être un coureur avec un sprint final décisif . À l'époque, les courses sur piste et les courses de six jours sont extrêmement populaires auprès de la classe moyenne et de la classe ouvrière des grandes villes. Il participe souvent à des courses de six jours aux États-Unis, notamment la première course de six jours, par équipes de deux, en 1899 au Madison Square Garden de New York.
Lors des premiers championnats du monde de cyclisme sur piste, organisée par l'UCI en 1900, il est champion du monde dans la course en tandem, avec Gian Ferdinando Tomaselli et termine deuxième de la vitesse. 
En 1900, il participe aux Jeux olympiques de Paris dans des courses pour professionnels non reconnues comme olympiques. Il remporte la course en tandem avec Tomaselli et l'épreuve de vitesse pour les professionnels , appelée Grand Prix de l'Exposition, devant l'américain Tom Cooper et Edmond Jacquelin, doté de 15 000 francs,, la plus grosse somme offerte pour une course de sprinter avant la Première Guerre mondiale.
Après deux ans d'interruption de compétition, il est à nouveau deuxième au championnat du monde de vitesse en 1902. En 1903, il prend la troisième place. Meyers remporte le  Grand Prix de Paris à deux reprises et termine deuxième à deux reprises.  Il remporte le Grand Prix d'Anvers en 1900 et 1902.
En mai 1902, Harrie Meyers persuade Major Taylor, de venir à Maastricht pour un match avec lui au vélodrome local d'Amby.
Après sa retraite sportive, il est brasseur à Maastricht. Il meurt du typhus à l'âge de 48 ans.

## Palmarès sur piste

### Championnats du monde
- Paris 1900
  -  Médaillé d'argent du championnat du monde de vitesse professionnels
  - 1er course en tandem (non officiel) avec Gian Ferdinando Tomaselli
- Rome 1902
  -  Médaillé d'argent du championnat du monde de vitesse professionnels
- Copenhague 1903
  -  Médaillé de bronze du championnat du monde de vitesse professionnels

### Championnat national
- Championnat des Pays-Bas de vitesse :  1897, 1898, 1899, 1900 et 1902.

### Grand Prix
- Grand Prix d'Amsterdam : 1894, 1898 et 1899
- Prix de l'Espérance : 1899
- Grand Prix d'Anvers  : 1900, 1902
- Grand Prix de Copenhague : 1900
- Grand Prix de Paris : 1902, 1903, 2e en 1904
- Grand Prix de Reims : 1903, 2e en 1904

### Autre
- Courses professionnelles des Jeux olympiques de Paris 1900[7]
  - Vainqueur du 2 000 mètres
  - Vainqueur du 2 000 mètres tandem (avec Gian Ferdinando Tomaselli)